# Robbie Fowler
Robbie Fowler, teljes nevén Robert Bernard Fowler (Toxteth, 1975. április 9. –) angol labdarúgó, csatár. Felnőtt pályafutását a Liverpoolban kezdte 1993-ban. Itt érte el legnagyobb sikereit, kupagyőztes, Ligakupa-győztes, UEFA-kupa győztes és európai Szuperkupa-győztes is lett a csapattal. 2001-ig játszott A Mersey-parti csapatban, majd még egyszer visszatért egy szezon erejéig. Később két éven keresztül a Leeds, majd négy szezon erejéig a Manchester City alkalmazásában állt. A liverpooli visszatérés után egy-egy szezont töltött Cardiffban és a Blackburnnél.
2009-ben szerződött először a Brit-szigeteken kívülre, ekkor az ausztrál North Queensland Fury igazolta le. Egy évvel később a szintén ausztrál Perth-höz került, 2011 nyarán pedig országot váltott, a thai Muangthong United játékosa lett.
A Premier League történetének nyolcadik legeredményesebb góllövője. 162 gólja közül 128-at a Liverpool színeiben szerzett, a maradék 34-et Leedsben és Manchesterben érte el.
A nemzeti csapatban 1996-ban mutatkozott be, 2002-ig huszonhat mérkőzésen kapott helyet melyeken hét gólt szerzett.

## Gyermekkora
Fowler Toxtethben, Liverpool egyik belső kerületében született. Eredeti vezetékneve a Ryder volt, anyja után. Hatéves volt a toxtethi zavargások idején. Gyerekként Everton-szurkoló volt, ezért gyakran járt a csapat stadionjában, a Goodison Parkban.
Első említésre méltó eredményét egy iskolai csapatban érte el, amikor egy 26–0-s győzelem alkalmával tizenhat gólt szerzett. 1985-ben, tízévesen szerződtette a Liverpool. Eleinte csak heti egy edzésen vett részt, majd 1991-ben otthagyta az iskolát, hogy csak a sportra koncentrálhasson. Kevesebb, mint egy évvel később írta alá élete első profi szerződését.

## Pályafutása

### Liverpool
Miután otthagyta az iskolát, Fowler 1991 nyarán került a Liverpoolhoz. Első profi szerződését 1992. április 9-én, tizenhetedik születésnapján írta alá.
Az első csapat keretében először 1993. január 13-án, egy Bolton elleni FA-kupa-mérkőzésen került be, ám ekkor még nem kapott lehetőséget. Nem sokkal később tagja volt az Európa-bajnokságot nyerő angol válogatottnak. 1993. szeptember 22-én, első liverpooli tétmérkőzésén góllal mutatkozott be a Fulham ellen a ligakupában. A két héttel később megrendezett visszavágón mind az öt gólt ő szerezte, ezzel a klub történetének negyedik játékosa lett, aki felnőttmérkőzésen ötször is be tudott találni. Első gólját a bajnokságban az Oldham ellen szerezte októberben. Ötödik bajnokiján, a Southampton ellen megszerezte pályafutása első mesterhármasát. Decemberben újabb két gólt szerzett a Tottenham elleni 3–3-ra végződő mérkőzésen.
Első tizenkét góljához mindössze tizenhárom mérkőzésre volt szükség. Jó teljesítményének köszönhetően meghívót kapott az U21-es válogatottba, ahol már a harmadik percben megszerezte a vezetést San Marino ellen. Bár később kissé visszaesett a teljesítménye, az összes tétmérkőzést figyelembe véve a csapat házi gólkirálya lett 18 találattal (a bajnokságban Ian Rush több gólt szerzett). A csapat szempontjából nem sikerült jól a szezon, az együttes mindössze nyolcadikként zárt. Emiatt edzőváltás is történt, Graeme Souness helyét Roy Evans vette át.

#### A legsikeresebb időszak
Az 1994-95-ös szezon során a Liverpool mind az 57 tétmérkőzésén pályára lépett, köztük a ligakupa-döntőben, valamint egy Arsenal elleni bajnokin, ahol a Premier League történetének azóta is leggyorsabb mesterhármasát szerezte, miután a három gólhoz mindössze 4 perc 33 másodpercre volt szüksége. Ezenkívül többször tudott duplázni is, a Chelsea, a Norwich, az Aston Villa és az Ipswich ellen.
1995-ben és 1996-ban egyaránt az év fiatal játékosának választották, arra, hogy kétszer egymás után megnyerje a díjat, rajta kívül csak Ryan Giggs és Wayne Rooney volt képes.
Az 1990-es évek közepén és végén széles körben Fowlert tartották Anglia legjobb befejező csatárának. A korszak egyik leghatékonyabb játékosa volt azzal, hogy első három teljes szezonjában egyaránt 30 gólnál többet szerzett (összesen 116 mérkőzésen 98 találat). Steve McManamannel alkotott kettősét akkoriban a bajnokság egyik legveszélyesebb csatársorának tartották.
Első válogatott-mérkőzését 1996. március 27-én játszotta. Az ellenfél barátságos összecsapáson Bulgária volt. Tagja volt az 1996-os Európa-bajnokságon szereplő angol keretnek is, a tornán két mérkőzésen kapott lehetőséget. 1996. december 14-én négy gólt szerzett a Middlesbrough ellen, köztük volt 100. gólja a Liverpool színeiben. Egy látszólag furcsa eset miatt ugyancsak ebben az évben ő kapta az UEFA Fair Play-díját, miután elismerte, hogy egy tizenegyes alkalmával nem szabálytalankodott vele szemben David Seaman, az Arsenal kapusa. Miután nem tudta meggyőzni a játékvezetőt, hogy nem történt szabálytalanság, végül odaállt elvégezni a büntetőt, ám ezt kihagyta. A kipattanóból Jason McAteer szerzett gólt. Bár sokan azt hitték, szándékosan rúgta rosszul a tizenegyest, később Fowler ezt tagadta, mondván, mindössze egy rosszul elvégzett büntetőről volt szó.

#### Spice Boys
Fowler tagja volt az 1990-es évek közepén Spice Boysnak nevezett néhány liverpooli játékosnak. A név a Daily Mailtől ered, miután több pletyka szólt arról, hogy Fowler esetleg a Spice Girls nevű együttes egyik tagjával, Emma Buntonnal van együtt. A Spice Boys tagjai rajta kívül Jamie Redknapp, Stan Collymore, David James és Steve McManaman voltak.
Az 1997-98-as szezon nagy részét egy súlyos térdsérülés miatt ki lett hagynia, így lemaradt a világbajnokságról is. Az ő helyetteseként tűnt fel a fiatal Michael Owen, aki később Fowlerhez hasonlóan a klub történetének egyik legeredményesebb játékosává nőtte ki magát.
1999-ben hatvanezer fontos büntetést kapott, miután egy Everton elleni gólja ünneplésekor kokainfogyasztást imitált a büntetőterület egyik fehér vonalának segítségével. Később azzal védekezett, hogy ez csak válasz volt az Everton-szurkolók inzultációira, akik drogfogyasztással vádolták. Végül az FA négy mérkőzésre szóló eltiltást szabott ki rá. Később ez egy másik eset miatt további két meccsel nőtt.

#### A 2000–2001-es szezon
A 2000-01-es szezon volt Fowler legsikeresebb idénye. Tizenhét gólja mellett három döntőben is szerepelt, ezek közül a Liverpool végül mindet megnyerte. Jamie Redknapp távollétében – amikor kezdett– Fowler volt a csapatkapitány. Ennek ellenére a menedzser, Gerard Houllier számára csak harmadik számú választás volt csatárposztra, Michael Owen és Emile Heskey mögött.
Az aktuális ligakupa-kiírásban nagy szerepet vállalt a Liverpool történetének második legnagyobb különbségű győzelmében. Az ellenfél a Stoke City volt, a végeredmény 8–0 lett. A klub legnagyobb különbségű győzelmét egyébként a Fulham ellen aratta még 1986-ban, akkor a végeredmény 10–0 lett. A döntőben ő volt a csapatkapitány, és góllal járult hozzá a klub első kupagyőzelméhez 1996 után.
Később is több fontos gólt szerzett, ilyen volt a Wycombe elleni FA-kupa-elődöntőben, szabadrúgásból szerzett találat. A döntőben csereként lépett pályára Vladimír Šmicer helyén. Ekkor a 'Pool kétgólos hátrányban volt, végül Owen két góljának köszönhetően sikerült fordítania.
Négy nappal később, az UEFA-kupa döntőjében, a Deportivo Alavés ellen ugyancsak csere volt. Hét perccel becserélése után gólt szerzett, a Liverpool végül aranygól után tudott nyerni 5–4-re. A szezon utolsó mérkőzésén kétszer talált be a Charlton ellen, BL-selejtezős helyhez segítve csapatát a bajnokságban.

#### Távozás
A 2001-02-es szezon botrányosan indult számára, mert összeverekedett a másodedzővel, Phil Thompsonnal. Ezért még keretbe sem került a szuperkupa-döntőn. Az európai szuperkupa-döntőben a Bayern München ellen csereként léphetett pályára. Októberben, a Leicester ellen három év után szerzett újra mesterhármast. Év közben egyre többször szóltak a hírek Fowler távozásáról, a lehetőségek között szerepelt a Lazio, az Arsenal és a Leeds is. A csapat, félvén egy újabb ingyen távozótól (Steve McManaman a Bosman-szabályt kihasználva ingyen igazolhatóvá vált), minden ajánlatot kénytelen volt megfontolni. A híresztelések később tovább folytatódtak, részben Fowler és Houllier kapcsolata miatt is. Utolsó meccsét végül a Sunderland ellen játszotta, a félidőben csereként beállva.

### Leeds United
Bár rendkívüli népszerűségnek örvendett a Liverpool szurkolóinak körében (beceneve az Isten volt), végül mégis távozott, elmondása szerint Houllier miatt. Következő csapata a Leeds lett, amely 12 millió fontot fizetett érte.
A Leeds színeiben ugyanúgy a Fulham ellen mutatkozott be, mint a Liverpoolnál nyolc évvel korábban. Első leedsi szezonjában 22 mérkőzésen 12 góllal zárt. Tagja volt a 2002-es vb-keretnek is, ám mindössze egyszer kapott lehetőséget, a második csoportmérkőzésen Dánia ellen.
A 2002–03-as szezon nem sikerült jól számára. A felkészülési időszak alatt csípősérülést szenvedett, ebből egészen decemberig nem is sikerült felépülnie. Időközben a Leedsnél egyre súlyosabb anyagi problémák jelentkeztek, így a csapat kénytelen volt eladni legjobbjait. Az előző évi ötödik helyezést ennek fényében nem sikerült megismételnie, a szezon végén mindössze öt pont választotta el a kieséstől. Fowler végül 30 mérkőzésen összesen 14 találatot jegyzett.

### Manchester City
2003 januárjában egy ellentmondásos időszakot követően igazolt a Manchester City csapatához. A szerződését illetően még a csapatnál sem voltak egységesek a vélemények. A vezetőedző Kevin Keegan mindenképp szerette volna leigazolni, míg David Bernstein elnök ellenezte ezt. Végül a menedzser győzött, az elnök pedig távozott a klubtól. Átigazolásának ára hárommillió font volt, ez az esetleges mérkőzésszámmal még ugyanennyivel gyarapodhatott. A nem mindennapi átigazolás egy újabb fura részlete az volt, hogy Fowler fizetésének jó részét továbbra is a Leeds fizette. Első mérkőzését a West Bromwich ellen játszotta február elsején. Első félszezonja korábbi teljesítményéhez képest rendkívül gyengén sikerült, mindössze két gólt tudott szerezni.
A következő szezonban erőnléti problémákkal küzdött, az évad során mindössze kilencszer játszotta végig a 90 percet. Hazatért a Real Madridtól, és a Cityhez szerződött korábbi liverpooli csapattársa, Steve McManaman is, bár már nem tudták azt a teljesítményt nyújtani, amit Liverpoolban. Emiatt, valamint a szerintük irreálisan magas fizetésük miatt rendkívül sok kritikát kaptak a City szurkolóitól. A szezont hét góllal zárta, ezek közül egyet a Liverpool ellen szerzett.
A kritikák ellenére egy évvel később már sokkal jobban teljesített. 2005 februárjában megszerezte százötvenedik Premier League-gólját a Norwich ellen. A bajnokság végén egy általa kihagyott tizenegyes miatt nem végzett a City UEFA-kupa-selejtezőt érő helyen a bajnokságban. Az idény végén holtversenyben házi gólkirály lett, a szurkolók pedig őt választották az év játékosának.
A 2005-06-os szezon első felét beárnyékolta egy sérülés, emiatt a bajnokság első négy hónapjában mindössze kétszer kapott lehetőséget, csereként. 2006. január 7-én volt először kezdő a Scunthorpe elleni kupamérkőzésen, és rögtön mesterhármast szerzett. Utolsó fél évében mindössze négy találkozón kapott lehetőséget, majd távozott.

### Ismét Liverpoolban

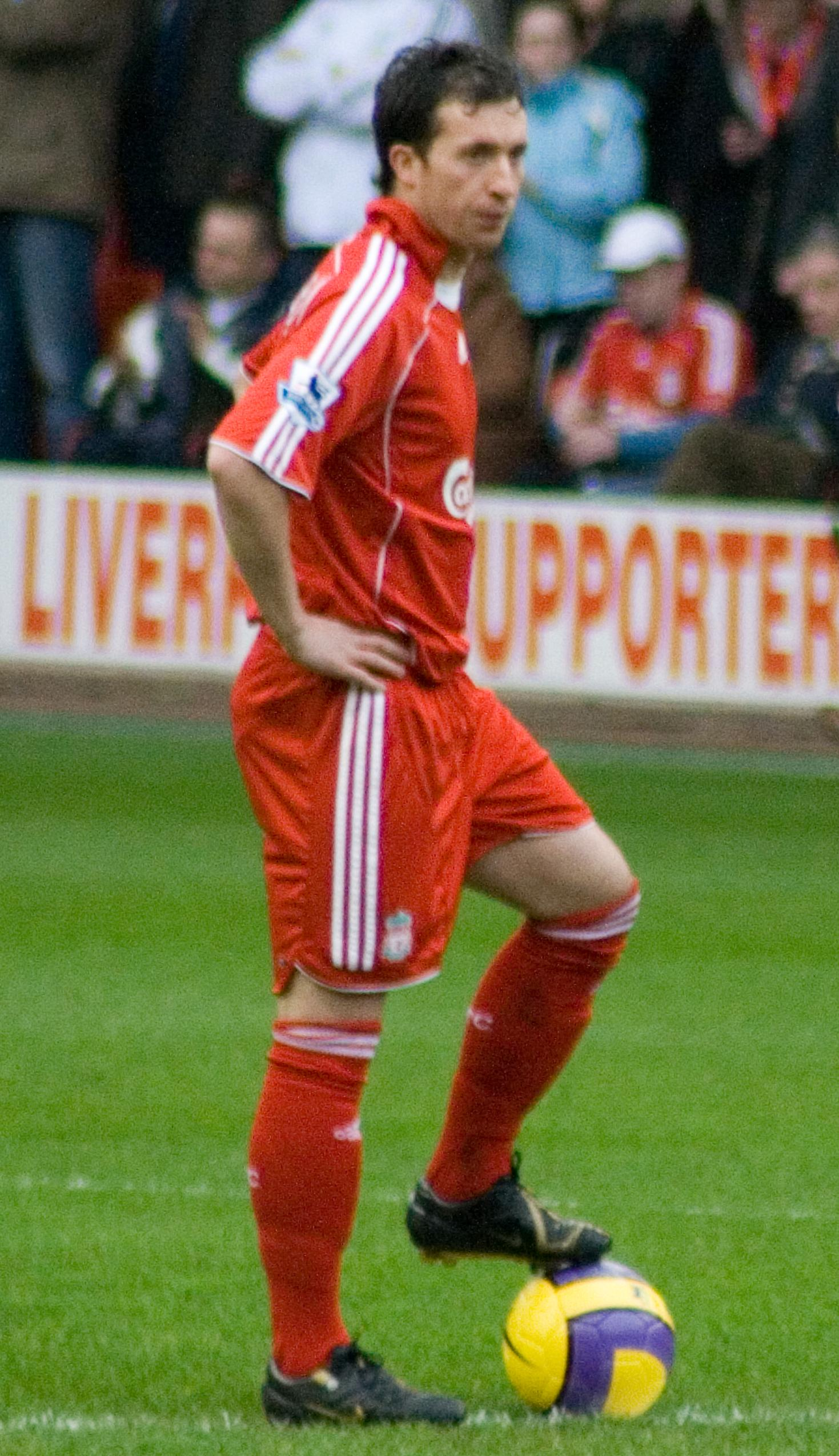
Fowler a Liverpool mezében

2006. január 27-én, az átigazolási időszak lejárta előtt négy nappal csatlakozott ismét korábbi csapatához, a Liverpoolhoz. A szurkolók visszatérésekor nagy szeretettel fogadták, ezt transzparenseken nyilvánították ki első mérkőzésén, a Birmingham ellen. Ekkor csereként lépett pályára, beálltakor vastapsot kapott a nézőktől. Három lesgól után végül ugyanúgy a Fulham ellen szerezte első találatát, mint tizenhárom évvel azelőtt.
A következő fordulóban szerzett gólja a West Bromwich ellen azt jelentette, hogy a Liverpool örökranglistáján megelőzte a klub korábbi skót legendáját, Kenny Dalglish-t. Bár az erőnlétével továbbra is gondok akadtak, a fél szezon alatt öt gólt így is szerzett. Májusban egy évvel meghosszabbította szerződését.
A következő szezonban a bajnokságban kevesebb lehetőséget kapott, kezdő mindössze hatszor volt. Érdekesség, hogy mindhárom gólját tizenegyesből szerezte, a Sheffield United ellen. A Rafa Benítez által alkalmazott rotáció miatt inkább a többi kupasorozatban játszott. Októberben visszatérése után először lehetett csapatkapitány, egy Reading elleni ligakupa-mérkőzésen. A találkozón egyébként gólt is szerzett.
December ötödikén megszerezte pályafutása első két BL-gólját a Galatasaray ellen. Korábban csak selejtezőn, a finn Haka ellen tudott betalálni.
2007. május elsején csereként lépett pályára a Chelsea elleni BL-elődöntőn. A mérkőzés büntetőpárbajjal fejeződött be, és elvileg ő volt kijelölve az ötödik, utolsó tizenegyesre, ám miután Dirk Kuijt berúgta a negyediket, az ötödik körre már nem volt szükség.
Utolsó mérkőzésén a Charlton ellen lépett pályára. Csereként állt be az utolsó két percre, és folyamatos ováció mellett a csapatkapitányi karszalagot is megkapta. Utolsó idényét végül BL-ezüstérmesként zárta, jóllehet a Milan elleni döntőre Benítez nem nevezte őt.

### Cardiff
2007. július 21-én kétéves szerződést írt alá a walesi Cardiff Cityvel. Az első néhány mérkőzést gyenge erőnléte miatt kihagyta, bemutatkozó mérkőzését a ligakupában játszotta augusztus 28-án. Első két gólját a Cardiffnál a Preston ellen szerezte, mindkettőt fejesből. Következő mérkőzésén, ismét a ligakupában, ugyancsak kétszer talált a kapuba. A ligakupában a végállomást a Cardiff számára Fowler korábbi klubja, a Liverpool jelentette a negyedik körben, amely 2–1-re győzte le a walesieket.
November elején Frankfurtba utazott, hogy időről időre visszatérő csípősérülését kezeltesse. December 15-én tért vissza, a Bristol ellen. Néhány nappal később, igaz, nem emiatt, de ismét kihagyásra kényszerült: egy edzésen a csapatkapitány Darren Purse rosszul időzített becsúszása miatt a bokája sérült meg. Csípőproblémája és bokasérülése miatt csapata Coloradóba küldte, azt remélve, hogy az ottani kezelés végleges megoldást nyújt Fowler mindkét problémájára.
Januárban bejelentették, hogy Fowler valószínűleg kihagyja a szezon hátralévő részét, ugyanis a csípője rosszabb állapotban van, mint azt korábban gondolták. Később megpróbálkozott a visszatéréssel, a Portsmouth elleni kupadöntőn kerettag is volt, ám végül nem lépett pályára. Így végül érmet sem kapott, mert egyetlen mérkőzésen sem szerepelt a kupában.

### Blackburn
Bár a Cardiff vezetősége felajánlott neki egy szerződést, ezt végül nem fogadta el. Emiatt nagyon neheztelt rá Dave Jones vezetőedző és Peter Ridsdale elnök, ugyanis annak ellenére, hogy a Cardiff segítséget nyújtott neki a rehabilitáció során, ő inkább próbajátékon szerepelt a Blackburnnél. Később egy újabb, féléves szerződést ajánlottak fel neki, amit először visszautasított, mondván rosszabb feltételek szerepelnek benne, mint az előzőben. Később mégis tárgyalni szeretett volna az ajánlatról, ám ezt a klub már visszautasította, és a szurkolók is nemtetszésüket fejezték ki.
Nem sokkal később három hónapos szerződést írt alá a Blackburnnel, miután megfelelt a próbajátékon. Később ezzel kapcsolatban kijelentette, hogy a menedzser Paul Ince-szel ápolt jó kapcsolat semmi kivételes bánásmódot nem jelent vele kapcsolatban. Első mérkőzését a Blackburnnél az Everton ellen játszotta. Egy hónappal szerződése lejárta előtt felmerült, hogy esetleg a negyedosztályú Grimsby Townhoz igazol. Később folytak is tárgyalások egy esetleges játékos-edzői megbízásról.
Szerződése a Blackburnnel december 12-én járt le, és miután ezt nem hosszabbították meg, távozott. Ezután kezdett tárgyalásokat az újonnan alapított ausztrál North Queensland Fury FC-vel.

### Ausztrália

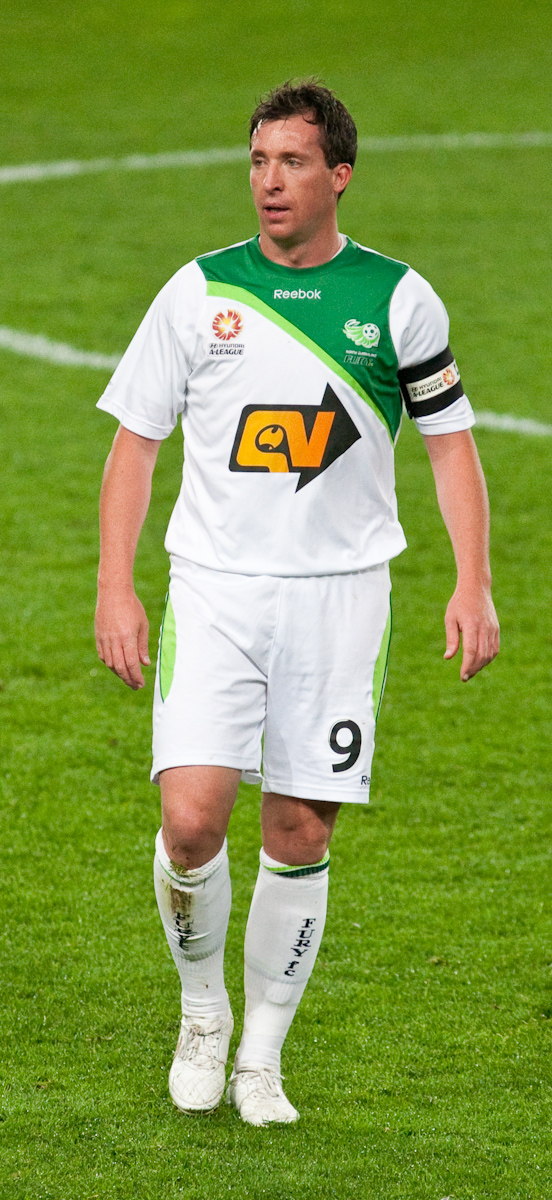
Fowler a North Queensland Fury mezében.

Fowler 2009 februárjában szerződött először a Brit-szigeteken kívülre, ekkor az ausztrál North Queensland Fury játékosa lett. Ő lett a bajnokság első igazán neves játékosa. Kérdésként merült fel vele kapcsolatban, hogy képes lesz-e hozzászokni az Észak-Queenslandben uralkodó hőséghez és magas páratartalomhoz.
Első mérkőzését júliusban, a Wolwerhampton elleni felkészülési mérkőzésen játszotta, ugyanis ekkora épült fel sérüléséből, amit még Angliában szedett össze. Ő lett az újonnan alapított klub első csapatkapitánya. Első gólját, amely egyben csapata első tétmérkőzésen szerzett gólja is volt, a Sydney FC ellen szerezte tizenegyesből. A negyedik, ötödik és hatodik fordulóban ő szerezte a forduló gólját.
Nem sokkal Ausztráliába érkezése után felmerültek olyan pletykák, miszerint visszatér Angliába, a harmadosztályban szereplő Tranmeréhez, miután korábbi csapattársát, John Barnes-t nevezték ki a klub menedzserének, azonban ezt Fowler gyorsan cáfolta. Később még egyszer hírbe hozták a Tranmerével, mint esetleges játékos-edző, aztonban Fowler ezt is cáfolta.
Január 23-án, miután a vezetőedző csak a kispadra nevezte őt a Brisbane Roar ellen, megtagadta a játékot. Később, a bajnokság utolsó három fordulójában mégis visszakerült a kezdőcsapatba. A szezon végeztével Fowler szerette volna felbontani szerződését, amit az ausztrál szövetség engedélyezett is neki.
2010 áprilisában egy másik ausztrál csapathoz, a Perth Gloryhoz igazolt. Végül itt ugyanúgy kilenc góllal zárt, mint a North Queenslandnél.

### Thaiföld
2011. július 7-én egyéves szerződést írt alá a thai bajnokságban szereplő Muangthong United csapatával. Fowler egyébként messze a bajnokság legmagasabban jegyzett játékosa lett.

## Edzőként
Rövid ideig tagja volt előbb a Milton Keynes, majd a Bury szakmai stábjának. 2011 áprilisában a Liverpool csatárainak felkészülését segítette.
2019 áprilisában az ausztrál Hyundai A-Leagueben szereplő Brisbane Roar csapatához írt alá.

## Karrierje a labdarúgáson kívül
Egy ideig barátjával és korábbi csapattársával, Steve McManamannel együtt versenylovakba fektetett be, kettejük társaságának neve The Macca and Growler Partnership volt. Érdekesség, hogy dolgoztak futamgyőztes lóval is.
2005-ben az ezer leggazdagabb brit között szerepelt, becsült vagyona körülbelül másfél millió font volt.
2005 szeptember 2-án jelent meg önéletrajzi könyve, eredeti címén Fowler: My Autobiography címmel.
2008 szeptemberében részt vett a kosárlabdázó Steve Nash és az amerikai labdarúgó Claudio Reyna által szervezetet, Showdown in Chinatown elnevezésű, 8-8 elleni gálamérkőzésen.

## Magánélete
Nős, felesége Kerrie, akivel 2001 júniusában házasodtak össze. Három lánya és egy fia van, Madison, Jaya, Mackenzie és Jacob.

## Statisztika

### Klubcsapatokban
| Teljesítmény klubjában | Teljesítmény klubjában | Teljesítmény klubjában | Bajnokság | Bajnokság | Kupa                    | Kupa                    | Ligakupa   | Ligakupa   | Nemzetközi    | Nemzetközi    | Összesen | Összesen |
| Szezon                 | Klub                   | Bajnokság              | Mérk.     | Gól       | Mérk.                   | Gól                     | Mérk.      | Gól        | Mérk.         | Gól           | Mérk.    | Gól      |
| Anglia                 | Anglia                 | Anglia                 | Bajnokság | Bajnokság | FA-kupa                 | FA-kupa                 | League Cup | League Cup | Európa        | Európa        | Összesen | Összesen |
| ---------------------- | ---------------------- | ---------------------- | --------- | --------- | ----------------------- | ----------------------- | ---------- | ---------- | ------------- | ------------- | -------- | -------- |
| 1993–94                | Liverpool              | Premier League         | 28        | 12        | 1                       | 0                       | 5          | 6          | 0             | 0             | 34       | 18       |
| 1994–95                | Liverpool              | Premier League         | 42        | 25        | 7                       | 2                       | 8          | 4          | 0             | 0             | 57       | 31       |
| 1995–96                | Liverpool              | Premier League         | 38        | 28        | 7                       | 6                       | 4          | 2          | 4             | 0             | 53       | 36       |
| 1996–97                | Liverpool              | Premier League         | 32        | 18        | 1                       | 1                       | 4          | 5          | 7             | 7             | 44       | 31       |
| 1997–98                | Liverpool              | Premier League         | 20        | 9         | 1                       | 0                       | 4          | 3          | 3             | 1             | 28       | 13       |
| 1998–99                | Liverpool              | Premier League         | 25        | 14        | 2                       | 1                       | 2          | 1          | 6             | 2             | 35       | 18       |
| 1999–00                | Liverpool              | Premier League         | 14        | 3         | 0                       | 0                       | 0          | 0          | 0             | 0             | 14       | 3        |
| 2000–01                | Liverpool              | Premier League         | 27        | 8         | 5                       | 2                       | 5          | 6          | 11            | 1             | 48       | 17       |
| 2001–02                | Liverpool              | Premier League         | 10        | 3         | 0                       | 0                       | 0          | 0          | 7             | 1             | 17       | 4        |
| 2001–02                | Leeds United           | Premier League         | 22        | 12        | 1                       | 0                       | 0          | 0          | 0             | 0             | 23       | 12       |
| 2002–03                | Leeds United           | Premier League         | 8         | 2         | 1                       | 0                       | 0          | 0          | 1             | 0             | 10       | 2        |
| 2002–03                | Manchester City        | Premier League         | 13        | 2         | 0                       | 0                       | 0          | 0          | 0             | 0             | 13       | 2        |
| 2003–04                | Manchester City        | Premier League         | 31        | 7         | 4                       | 1                       | 2          | 1          | 4             | 1             | 41       | 10       |
| 2004–05                | Manchester City        | Premier League         | 31        | 10        | 0                       | 0                       | 1          | 1          | 0             | 0             | 32       | 11       |
| 2005–06                | Manchester City        | Premier League         | 4         | 1         | 1                       | 3                       | 0          | 0          | 0             | 0             | 5        | 4        |
| 2005–06                | Liverpool              | Premier League         | 14        | 5         | 0                       | 0                       | 0          | 0          | 2             | 0             | 16       | 5        |
| 2006–07                | Liverpool              | Premier League         | 16        | 3         | 1                       | 1                       | 3          | 2          | 4             | 2             | 23       | 7        |
| 2007–08                | Cardiff City           | Championship           | 13        | 4         | 0                       | 0                       | 3          | 2          | 0             | 0             | 16       | 6        |
| 2008–09                | Blackburn Rovers       | Premier League         | 3         | 0         | 0                       | 0                       | 3          | 0          | 0             | 0             | 6        | 0        |
| Összesen               | Anglia                 | Anglia                 | 391       | 166       | 31                      | 16                      | 44         | 33         | 45            | 15            | 511      | 230      |
| Ausztrália             | Ausztrália             | Ausztrália             | Bajnokság | Bajnokság | Ausztrál labdarúgókupa  | Ausztrál labdarúgókupa  | Ligakupa   | Ligakupa   | Óceánia/Ázsia | Óceánia/Ázsia | Összesen | Összesen |
| 2009–10                | North Queensland Fury  | A-League               | 26        | 9         | 0                       | 0                       | 0          | 0          | 0             | 0             | 26       | 9        |
| 2010–11                | Perth Glory            | A-League               | 28        | 9         | 0                       | 0                       | 0          | 0          | 0             | 0             | 26       | 9        |
| Összesen               | Ausztrália             | Ausztrália             | 54        | 18        | 0                       | 0                       | 0          | 0          | 0             | 0             | 54       | 18       |
| Thaiföld               | Thaiföld               | Thaiföld               | Bajnokság | Bajnokság | Thaiföldi labdarúgókupa | Thaiföldi labdarúgókupa | Ligakupa   | Ligakupa   | Ázsia         | Ázsia         | Összesen | Összesen |
| 2011                   | Muangthong United      | Premier League         | 13        | 2         | 4                       | 2                       | 1          | 0          | 2             | 0             | 20       | 4        |
| Összesen               | Thaiföld               | Thaiföld               | 13        | 2         | 4                       | 2                       | 1          | 0          | 2             | 0             | 20       | 4        |
| Karrierje összesen     | Karrierje összesen     | Karrierje összesen     | 458       | 186       | 35                      | 18                      | 45         | 33         | 47            | 15            | 589      | 252      |

### Góljai a válogatottban
| #  | Időpont             | Helyszín                    | Ellenfél    | Állás | Végeredmény | Kiírás       |
| -- | ------------------- | --------------------------- | ----------- | ----- | ----------- | ------------ |
| 1. | 1997. március 29.   | London, Anglia              | Mexikó      | 2–0   | Győzelem    | Barátságos   |
| 2. | 1997. november 15.  | London, Anglia              | Kamerun     | 2–0   | Győzelem    | Barátságos   |
| 3. | 2000. május 31.     | London, Anglia              | Ukrajna     | 2–0   | Győzelem    | Barátságos   |
| 4. | 2001. május 25.     | Derby, Anglia               | Mexikó      | 4–0   | Győzelem    | Barátságos   |
| 5. | 2001. szeptember 5. | Newcastle upon Tyne, Anglia | Albánia     | 2–0   | Győzelem    | Vb-selejtező |
| 6. | 2002. március 27.   | Leeds, Anglia               | Olaszország | 1–2   | Vereség     | Barátságos   |
| 7. | 2002. május 26.     | Kóbe, Japán                 | Kamerun     | 2–2   | Döntetlen   | Barátságos   |

## Sikerek

### Liverpool
- Kupa:
  - Győztes: 2000-01, 2005-06
  - Döntős: 1995-96
- Ligakupa:
  - Győztes: 1994-95, 2000-01
- UEFA-kupa:
  - Győztes: 2000-01
- UEFA-szuperkupa:
  - Győztes: 2001
- Bajnokok Ligája:
  - Döntős: 2006-07

### Válogatott
- U18-as Eb:
  - Győztes: 1993

### Egyéni
- PFA év fiatal játékosa: 1995, 1996
- A hónap játékosa a Premier League-ben: 1995 december, 1996 január
- PFA év csapata: 1996
- Az év játékosa: 2010
- Az év játékosa a játékosok szavazatai alapján: 2010
- Aranycipő az ausztrál bajnokságban: 2010